# Mecometopus amaryllis
Mecometopus amaryllis là một loài bọ cánh cứng trong họ Cerambycidae.